# Лакатош Олексій Федорович
Олексій Федорович Лакатош (нар. 20 травня 1917, Луганськ — пом. 26 травня 1993, Луганськ) — український радянський скульптор; член Спілки радянських художників України з 1950 року.

## Біографія
Народився 20 травня 1917 року в місті Луганську (нині Україна). 1940 року закінчив Ворошиловградське художнє училище (викладачі Василь Федченко, Віктор Мухін).
Упродовж 1944—1947 років працював у Ворошиловградських художніх майстернях; у 1947—1950 роках — у Фрунзенських художніх майстернях (нині Бішкек); у 1950—1968 роках — у Художньому фонді Омського відділення Спілки художників Росії; у 1969—1993 роках — у художньо-виробничих майстернях Луганського відділення Спілки художників України. Жив у Луганську, у будинку на вулиці 14-й лінії, № 16, квартира № 14. Помер у Луганську 26 травня 1993 року.

## Творчість
Працював у галузі станкової, монументальної та декоративної скульптури. Серед робіт:
- «Михайло Фрунзе і Василь Чапаєв під Уфою» (1955—1957);
- «Здрастуй, земле цілинна» (1957—1959);
- пам'ятник Володимирові Леніну для селища Нововаршавки Омської області Росії (1963);
- «Тропою мужності» (1960—1962);
- «Рік 1918-й» (1964—1967);
- «Земля рідна» (1970);
- погруддя Володимира Леніна (1970);
- пам'ятник радянським вершникам (1974);
- погруддя Зої Космодем'янської (1975);
- «Солов'ї, солов'ї» (1975).

Брав участь у всеукраїнських виставках з 1949 року.